# Josip Kosor
Josip Kosor (Trbounje, 1879. január 27. – Dubrovnik, 1961. január 23.) horvát drámaíró, novellista, regényíró.

## Élete
A Közép-Dalmáciában fekvő Tribounj településen született, mely ma már Trbounje néven ismert. Josip Kosor rokonságban állt a Horvát Köztársaság volt miniszterelnökével, Jadranka Kosorral (apjának nagybátyja volt). Négyévesen költözött családjával a kelet-szlavóniai Vinkovce melletti Atakba, majd hivatalnokként dolgozott Perlakában, Vukováron, Tuzlában, Diakováron és Mostarban. 23 évesen Zágrábba érkezett, ahol egy ügyvédi irodában dolgozott, tagja lett a Horvát Írószövetségnek és hamarosan íróként is megállta a helyét. 1905-től bejárta Európát (Bécs, München, Berlin, Párizs), és számos horvát (Ivan Meštrović, Vladimir Becić, Mirko Rački) és külföldi művésszel (Hermann Bahr, Stefan Zweig, Stanisław Przybyszewski, Makszim Gorkij, Konstantin Stanislavski és mások) kötött barátságot. A két világháború közötti időszakban Svájcba, Skandináviába, Oroszországba, Angliába és Franciaországba utazott, majd a második világháború után Dubrovnikba költözött. Ott hunyt el négy nappal 82. születésnapja előtt, 1961. január 23-án.

## Munkássága
Irodalmi munkái közé tartoznak a szépirodalmi elbeszélő próza (regények és novellák), a nem fikciós próza, a költészet és a dráma. Körülbelül hetven novellát írt, többségüket folyóiratokban publikálta (majdnem mind 1903–1914 között).
Munkásságának első szakaszában a dalmát, bosnyák és szlavón parasztok nehéz életét írja le (a „Rasap”, a „Radnici” és a „Cupalo” című regények; az „Optužba” és a „Crni glasovi” novellagyűjtemények), ezért kapta a horvát Makszim Gorkij nevet. Hősei a társadalom perifériájáról érkezett társadalomkritikus szereplők, akik gyakran kitaszítottak és lázadók, akik alapvetően realista textúrájukat átható naturalista késztetéseknek megfelelően irányítják a tudatalattit, a szenvedélyeket, és az ösztönöket. Művei túlnyomórészt szociális témákra (gyakran szlavóniai vidéki környezetben találhatók) és a túlnyomóan pszichológiai témákra oszlanak. Irracionális motívumok, szubjektív jellemlátások és egzaltált kifejezésmód érvényesül bennük, így illeszkedve az expresszionista poétikába.
1910-ben Bécsben írta legjobb művét, a „Požar strasti” (A szenvedély tüze) című színművét, mely 1912-ben jelent meg, és amely külföldön is nagy visszhangot váltott ki. Műveinek külföldi jó fogadtatása miatt egy ideig az irodalmi Nobel-díj jelöltjének tartották.

## Fő művei
- „Rasap”, 1906.
- „Radnici”, 1906.
- „Cupalo”, 1907.
- „Požar strasti”, 1912.
- „Mirne”, 1916.
- „People of the Universe”, 1917.
- „Razvrat”, 1923.
- „Rotonda”, 1925.
- „Miris zemlje i mora”, 1925.
- „Pomirenje”, 1926.
- „Atlantikom i Pacifikom”, 1927.
- „White flames”, 1929.
- U „Café du dôme”, színmű két felvonásban, 1926.

## Fordítás
Ez a szócikk részben vagy egészben  a   Josip Kosor című horvát Wikipédia-szócikk ezen változatának fordításán alapul.  Az eredeti cikk szerkesztőit annak laptörténete sorolja fel. Ez a jelzés csupán a megfogalmazás eredetét és a szerzői jogokat jelzi, nem szolgál a cikkben szereplő információk forrásmegjelöléseként.